# キンカジュー
キンカジュー (Potos flavus) は、哺乳綱食肉目アライグマ科キンカジュー属に分類される食肉類。本種のみでキンカジュー属を構成する。

## 分布
エクアドル、エルサルバドル、ガイアナ、グアテマラ、コスタリカ、コロンビア、スリナム、ニカラグア、パナマ、ブラジル、仏領ギアナ、ベネズエラ、ベリーズ、ペルー、ボリビア、ホンジュラス、メキシコ
模式標本の産地（基準産地・タイプ産地・模式産地）はジャマイカとされていたが、後にスリナムとされた。

## 形態
頭胴長（体長）40.5 - 76センチメートル。尾長39.2 - 57センチメートル。体重1.4 - 4.6キログラム。尾は物に巻きつける事ができる。背面はオリーブ褐色や黄褐色・赤褐色などで、正中線が黒い個体もいる。腹面は黄褐色。
耳介は小型で、先端が丸みを帯びる。鼻面は短い。歯列は門歯が上下6本ずつ、犬歯が上下2本ずつ、小臼歯が上下6本ずつ、大臼歯が上下4本ずつで計36本。舌は細長い。四肢は短く、前肢より後肢の方が長い。指趾には短く先端が尖る爪がある。
出産直後の幼獣は毛衣が灰褐色だが、腹部はほとんど体毛で被われない。
染色体数は、2n = 38。

## 分類
以下の亜種の分類は、Ford & Hoffmann(1998)に従う。
Potos flavus flavus (Schreber, 1774)
Potos flavus chapadensis Allen, 1904
模式産地はマトグロッソ（ブラジル）
Potos flavus chiriquensis Allen, 1904
模式産地はパナマ
Potos flavus megalotus (Martin, 1836)
模式産地は不明だが、コロンビアとされる。
Potos flavus meridensis Thomas, 1902
模式産地はベネズエラ。
Potos flavus modestus Thomas, 1902
模式産地はエクアドル。
Potos flavus nocturnus (Wied-Neuwied, 1826)
模式産地はアラゴアス（ブラジル）
Potos flavus prehensilis (Kerr, 1792)
模式産地はベラクルス（メキシコ）

形態に基づく研究ではオリンゴ属 Bassaricyon と同じ系統群（クレード）に属するとされていたが、分子系統の研究からはキンカジュー属はアライグマ科の中で最初に分岐したグループで、その他のグループ全体と姉妹群にあるらしいとされる（ただしヤマハナグマ属 Nasuella は不明）。 

## 生態
熱帯雨林や熱帯常緑樹林・乾燥林・サバンナの林地・二次林などに生息する。樹上棲。夜行性で、昼間は樹洞などで休む。単独で生活するが、採食時には複数の個体が集まることもある。
主にアボカド・グァバ・マンゴーなどの果実を食べるが、花の蜜、蜂蜜、昆虫、鳥類やその卵なども食べる。花の蜜や蜂蜜は舌を伸ばして食べる。捕食者としてアカクロクマタカSpizaetus isidoriやジャガーなどが挙げられ、オウギワシに捕獲された観察例もある。
繁殖形態は胎生。周年繁殖する説と、4 - 5月に繁殖する説がある。妊娠期間は98 - 120日。樹洞で1回に1頭（まれに2頭）の幼獣を産む。オスは生後1.5年半、メスは生後2.25年で性成熟する。飼育下ではアムステルダム動物園で23年7か月の飼育記録がある。

### 社会集団
摂餌行動などは単独で行われることが多いため、かつては常に単独で生活する動物だと考えられていた。しかし2000年以降の生態学的な研究から、安定した小集団を形成していることや、その中で複雑な婚姻関係が成立しているらしいことがわかってきた。それによれば典型的な集団は1頭のメス成獣、2頭のオス成獣、1頭の亜成獣および1頭の幼獣からなり、特に日中に木のウロで眠るときや餌の多い樹木で集団で食事をするとき、あるいはグルーミングやマーキングなどの際に社会行動がよく観察されるという。ただし前述のとおり餌を食べる場合は通常単独で行動し、メスには集団に属さない個体がいることも観察されている。
このような集団では2頭のオスは対等ではなく、メスと交尾するのは1位のオスで、ときに2位のオスも交尾することがある。ある集団では交尾の際に1位のオスが何時間もメスを追いかけ、2位のオスもそれに付いてまわって争うように鳴き声を上げたりするのが観察されているが、ある集団では2頭のオスが何の諍いもなくメスと日和見的に交尾する例も観察されている。さらにオスは周辺で単独生活をする集団外のメスと交尾をすることもあるため、一妻多夫であると同時に一夫多妻的（もしくは乱婚的）でもある。このような観察から個体の分散は主にメスによってなされているのではないかとも推定されている。

## 人間との関係
kinkajouは、ブラジルの原住民の言葉に由来する。英語圏ではHoney bear, Night apeなどと呼称されることもある。
分布が非常に広いこと・開発などにもある程度適応できること・生息数が激減しているというデータが現在のところないことなどから、2016年の時点では種としては絶滅のおそれは低いと考えられている。一方で森林伐採などによる生息地の破壊、食用や毛皮の狩猟、ペット用の採集などにより、生息数は減少している。1987年にホンジュラスの個体群が、ワシントン条約附属書IIIに掲載されている。
ペットとして飼育されることもある。
ペットとしては、2006年8月にはパリス・ヒルトンがペットとして飼っていた本種に左腕を噛まれ、病院で破傷風の注射を受けたことも話題になった。

## 名称
元は "quincajou" で、本来は17世紀のフランス人北米入植者らがクズリを指す語としてニコラ・デュニの旅行記（1672年）などに登場するが、これをビュフォンが誤って中南米産の本種と混同したのが始まりとされる。しかしビュフォンも後に1773年のサンジェルマンのフェアで "animal inconnu a tous les Naturalistes"（博物学者も知らぬ動物）と銘打った本種の実物を見るなどして自分の誤りに気付いた。
なお本来の "quincajou" は、クズリの別名 "carcajou" 同様、北米先住民のクズリを指す語（例えばオジブウェー語の "Gwingwaage" やアルゴンキン語の "Kwingwaage" の同類語）に由来すると推定されているが、"carcajou" の語とこれらの先住民語との融合したものではないかとする説もある。